# 福斯氏烏賊
福斯氏烏賊（学名：Sepia vossi）为烏賊科烏賊屬下的一个种。

## 扩展阅读
- 維基物種上的相關：福斯氏烏賊